# Бремен-Ферден
Херцогството Бремен-Ферден (на немски: Herzogtümer Bremen und Verden) е територия на Свещената римска империя, основана чрез Вестфалския мирен договор от 1648 г., когато бившият Ерцщифт Бремен заедно с Хохщифт Ферден попада към Швеция.
Новосъздаденото херцогство получава за столица град Щаде. Съществува през 1648 – 1807, 1813 – 1823 г. Управляват династиите на Швеция – от 1648 г., Дания от 1712 г., Курхановер от 1715 г.
През 1715 г. Бремен-Ферден е купен от Курфюрство Брауншвайг-Люнебург, 1807 – 1810 г. е към Кралство Вестфалия, към Франция (1810 – 1813), 1815 г. към Кралство Хановер и от 1866 г. към Прусия, през 1945 г. към Ланд Хановер и по-късно към Долна Саксония.

## Херцози на Бремен и князе на Ферден (1648 – 1823)

### Дом Васа
- 1648 – 1654 Кристина от Швеция (1626 – 1689)

### Дом Пфалц-Цвайбрюкен
- 1654 – 1660 Карл X Густав от Швеция (1622 – 1660)
- 1660 – 1697 Карл XI (1655 – 1697)
- 1697 – 1718 Карл XII (1682 – 1718)
- 1718 – 1719 Улрика Елеонора от Швеция (1688 – 1741), само с претенции, понеже Бремен-Ферден е зает от Дания

### Дом Хановер
- 1715 – 1727 Георг I Лудвиг, крал на Великобритания и курфюрст на Хановер (1660 – 1727), само с претенции
- 1727 – 1760 Георг II Аугуст, крал на Великобритания и курфюрст на Хановер (1683 – 1760), имперски 1733
- 1760 – 1820 Георг III Вилхелм Фридрих, крал на Великобритания и курфюрст и крал на Хановер (1738 – 1820), 1803 – 1813 de facto без собственост по време на Наполеоновите войни
- 1820 – 1823 Георг IV Аугуст Фридрих, крал на Великобритания и Хановер (1762 – 1830), само про форма, 1823 херцогството е ликвидирано и е присъединено към Кралство Хановер.